# Ljudmyla Bikmullina
Ljudmyla Bikmullina (in ucraino Людмила Бікмулліна?; Kharkov, 26 gennaio 1986) è una modella ucraina, eletta nel 2007 Miss Ucraina Universo, ottenendo quindi l'opportunità di rappresentare l'Ucraina in occasione del concorso di bellezza internazionale Miss Universo 2007 in Messico.
In occasione di Miss Universo, la Bikmullina si è piazzata fra le prime quindici finaliste del concorso, diventando la seconda donna ucraina ad ottenere un tale risultato in tutta la storia del concorso. Al momento dell'incoronazione Lyudmila Bikmullina era una studentessa presso la Kharkiv National Pharmaceutical University.

## Filmografia

### Cinema
- Rosso Mille Miglia, regia di Claudio Uberti (2015)